# Asthena plenaria
Asthena plenaria es una especie de polilla de la familia Geometridae. La especie fue descrita por primera vez por John Henry Leech en 1897, con distribución a nivel de Changyang en China central.

## Descripción
Las alas son algo más estrechas que el resto del género. Se distingue aún más por su color de fondo blanco parduzco y las numerosas líneas onduladas muy regulares en las alas.